# Morton megye (Észak-Dakota)
Morton megye az Amerikai Egyesült Államokban, azon belül Észak-Dakota államban található. Megyeszékhelye és legnagyobb városa Mandan. Lakosainak száma 33 291 fő (2020. április 1.). Morton megye Oliver, Burleigh, Emmons, Sioux, Grant, Stark és Mercer megyékkel határos.

## Népesség
A megye népességének változása:
| Lakosok száma | 27 566 | 27 706 | 28 067 | 28 990 | 30 310 | 33 291 |
|               | 2010   | 2011   | 2012   | 2013   | 2015   | 2020   |